# الیزابت، ملکه مادر
الیزابت آنجلا مارگریت بووِز-لیون (انگلیسی: Elizabeth Angela Marguerite Bowes-Lyon؛ ۴ اوت ۱۹۰۰ − ۳۰ مارس ۲۰۰۲) از ۱۱ دسامبر ۱۹۳۶ تا ۶ فوریهٔ ۱۹۵۲ به‌عنوان همسر جرج ششم، ملکهٔ پادشاهی متحد و قلمروهای مشترک‌المنافع بود. او از زمان به قدرت رسیدن همسرش در سال ۱۹۳۶ تا زمان منحل‌شدن راج بریتانیا در اوت ۱۹۴۷ آخرین امپراتریس هند بود. پس از مرگ همسرش، او با نام ملکه الیزابت، ملکهٔ مادر شناخته شد تا با دخترش، ملکه الیزابت دوم، اشتباه نشود.
الیزابت که در خانواده‌ای از اشراف بریتانیایی متولد شد، در سال ۱۹۲۳ زمانی که با دوک یورک، دومین پسر شاه جرج پنجم و ملکه ماری ازدواج کرد، به شهرت رسید. این زوج و دخترانشان الیزابت و مارگارت مظهر ایده‌های سنتی خانواده و خدمات عمومی بودند. دوشس انواع مختلفی از نامزدی‌های عمومی را به انجام رساند و به‌دلیل چهره همیشه شاد خود شناخته شد.
در سال ۱۹۳۶، زمانی که ادوارد هشتم، برای ازدواج با مطلقه آمریکایی، والیس سیمپسون، از سلطنت کناره‌گیری کرد، شوهر الیزابت به‌طور غیرمنتظره ای پادشاه شد. الیزابت سپس ملکه هم‌نشین شد. او قبل از شروع جنگ جهانی دوم، همسرش را در سفرهای دیپلماتیک به فرانسه و آمریکای شمالی همراهی کرد. در طول جنگ، خلق و خوی به‌ظاهر تسلیم‌ناپذیر او به مردم بریتانیا روحیه می‌داد. پس از جنگ، سلامتی شوهرش رو به وخامت گذاشت و او در سن ۵۱ سالگی بیوه شد. دختر بزرگش، الیزابت ۲۵ ساله، ملکه جدید شد.
پس از مرگ ملکه ماری در سال ۱۹۵۳، الیزابت به عنوان مادر خانواده سلطنتی بریتانیا در نظر گرفته شد. در سال‌های آخر زندگی، او به‌طور مداوم یکی از اعضای برجستهٔ خانواده بود، حتی در زمان‌هایی که دیگر خانواده‌های سلطنتی گرفتار سطح پایینی از محبوبیت در میان مردم بودند. او تا چند ماه قبل از مرگش در ۱۰۱ سالگی، هفت هفته پس از مرگ دختر کوچکترش، شاهدخت مارگارت، به زندگی اجتماعی فعالانه‌اش ادامه داد.

## فوت
در ۳۰ مارس ۲۰۰۲، ساعت ۱۵:۱۵ به وقت گرینویچ، الیزابت در سن ۱۰۱ سالگی در رویال لاج، ویندزور، درگذشت. دختر بازمانده‌اش، ملکه الیزابت دوم، در کنارش بود. ملکه مادر از کریسمس ۲۰۰۱ از سرماخوردگی رنج می‌برد. او در زمان مرگش با ۱۰۱ سال و ۲۳۸ روز سن، مسن‌ترین عضو خانواده سلطنتی بریتانیا کبیر و اولین عضو خانواده بود که از سن ۱۰۰ سالگی گذشت. خواهرشوهر بازمانده‌اش، پرنسس آلیس، دوشس گلاستر ، از این هم فراتر رفت و در سن ۱۰۲ سالگی در ۲۹ اکتبر ۲۰۰۴ درگذشت.